# Iowa Arboretum
El Iowa Arboretum es un arboreto y jardín botánico de 152 hectáreas (378 acres) de extensión que se encuentra en Madrid Iowa.
El código de identificación del Iowa Arboretum como miembro del "Botanic Gardens Conservation International" (BGCI), así como las siglas de su herbario es IOWAA.

## Localización
Iowa Arboretum, 1875 Peach Avenue, RR1, Box 44A, Madrid Boone County, Iowa IA 50156 United States of America-Estados Unidos de América. 
Planos y vistas satelitales.41°56′17.16″N 93°51′36″O / 41.9381000, -93.86000
- Promedio anual de lluvias: 5700 mm
- Altitud: 216.00 m s. n. m.

Está abierto diariamente con la luz del día desde el alba hasta el ocaso.

## Historia
Este arboretum fue organizado en 1966 por la Iowa State Horticultural Society en su 100.º aniversario. 
La "Iowa State Horticultural Society" fue fundada en 1866 con el fin de fomentar la horticultura y sus intereses relacionados. 
Su misión es cultivar, exhibir, identificar y estudiar las plantas para promover la educación, investigación, conservación, la estética, así como para el esparcimiento y el disfrute personales. 

## Colecciones
Este lugar ofrece unos 40 acres de sus terrenos con una exhibición de 'Library of Living Plants' ("Biblioteca de las Plantas Vivas"), donde se exhiben cientos de especies de árboles, arbustos y flores con amenos senderos que invitan al paseo.
El Iowa Arboretum contiene la mayor y diversa exposición de plantas que se encuentra en Iowa, agrupada en 19 secciones : 
- Butterfly Garden (Jardín de las mariposas), fue creado en 1991 por el « Story County Master Gardeners ». Las plantas nativas perennes y arbustivas proveen néctar para las mariposas y comida para las hambrientas larvas. Alberga Echinacea purpurea, Asclepias tuberosa, Aesculus parviflora entre otras que sirven de alimento a la mariposa monarca (Danaus plexippus) en su camino de migración por estas tierras. El jardín está mantenido por el « Boone Master Gardeners ».[2]
- Children’s Garden (Jardín de los niños), se estableció en un lugar central en la década de 2000 como una zona vallada protegida donde los niños pueden sembrar plántulas, jugar y disfrutar de las plantaciones más caprichosas. Las delimitaciones están dispuestas como un jardín alfabeto de plantas perennes o anuales que comienzan con cada letra. Una casa de juegos se ha añadido recientemente. Niños y adultos disfrutan el túnel de sauces, a menudo plantado con calabazas.[3]
- Large Deciduous Trees (Árboles caducifolios de porte elevado), esta colección se creó en 1982 con nuevos árboles que se añaden de forma regular. Los especímenes son de roble, arce, almez, nogal, árbol de tulipán, nogal americano y olmo. En 1997, varios árboles fueron plantados aquí para celebrar el sesquicentenario del Condado de Boone.[4]
- Large Conifers (Coníferas de gran porte), esta colección se estableció en 1982, pero se hizo más prominente después de la construcción del « Hughes Education Center » justo en su lindero sur. Presentan especímenes majestuosos tal como un abeto híbrido similar al Abies bornmuelleriana plantado en 1980, Larix gmelinii var. olgensis, donado por el Morton Arboretum en 1983, Metasequoia glyptostroboides 'Ogon' . ..[5]
- Jacobson Dwarf conifers collection (Colección Jacobson de coníferas enanas),establecida en 1982 con Pinus strobus ‘Pendula’, Picea abies ‘Little Gem’, Abies concolor ‘Compacta’), Picea glauca‘Pendula’.[6]
- Árboles de flor,
- Árboles caducifolios,
- Árboles semicaducifolios,
- Árboles que producen nueces,
- Alameda de los fundadores,
- Hierbas,
- Hostas,
- Plantas Perennes,
- Jardín de sombra,
- Arbustos,
- Árboles de interés económico,
- Árboles de humedales,
- Árboles cortavientos,
- Plantas de interés en invierno,

Además el arboretum contiene más de 300 acres de bosque nativo preservado con senderos, arroyos y barrancos.